# Adulazione

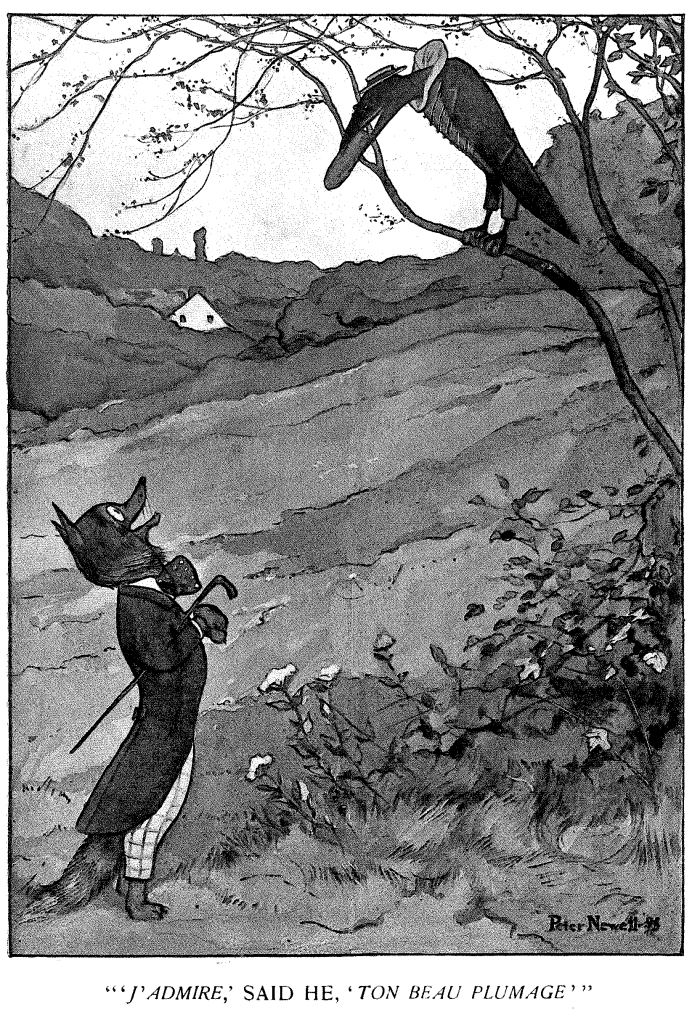
Illustrazione di Peter Newell raffigurante la favola della volpe che adula il corvo (in Fables for the Frivolous, Guy Wetmore Carryl)

L'adulazione o servilismo è l'atteggiamento proprio di chi, soffocando la propria personalità, lusinga eccessivamente qualcuno per interessi personali o per bassezza d'animo.

## In filosofia e letteratura
Letterati, filosofi e intellettuali si occupano del tema dell'adulazione sin dall'antichità, come confermano gli scritti di Antistene, Plutarco, Cicerone e Tacito. Il primo di questi diede il via a una vasta letteratura sul vizio grazie a una celebre frase:
 Stando a Giorgio Scichilone dell'Enciclopedia Treccani, gli autori critici nei confronti dell'adulazione sono accomunati dall'idea che essa sia una piaga diffusa, una «distorsione dei valori provocata dai vizi privati che rendono la comunità ingiusta ed 'economicamente' più povera.» Particolarmente celebre è il ritratto impietoso degli adulatori nell'Inferno dantesco (canto diciottesimo), dove sono immersi nello sterco.